# Muamer Brajanac
Muamer Brajanac, né le 15 février 2001 à Kolding au Danemark, est un footballeur danois qui évolue au poste d'avant-centre au Esbjerg fB.

## Biographie

### En club
Né à Kolding au Danemark, Muamer Brajanac est formé au Brøndby IF puis par le FC Copenhague, avec lequel il intègre le groupe professionnel notamment lors de la préparation d'avant-saison à l'été 2019, où l'entraîneur Ståle Solbakken l'ajoute à son effectif mais le jeune attaquant ne fait finalement aucune apparition officielle avec l'équipe première. Non conservé par Copenhague à expiration de son contrat, il quitte le club et commence alors sa carrière à l'AC Horsens, qu'il rejoint le 7 octobre 2020, en signant un contrat d'un an.
Le 31 août 2021, Muamer Brajanac est prêté à l'Aalesunds FK jusqu'à la fin de la saison du championnat norvégien, soit jusqu'en décembre 2021. Le club dispose d'une option d'achat sur le joueur.
Le 28 janvier 2022, Muamer Brajanac est recruté par le Hobro IK. Il signe un contrat courant jusqu'en juin 2024.
Pour son premier match pour le club, Brajanac réalise un triplé en championnat face au Vendsyssel FF, le 26 février 2022. Il permet à son équipe de s'imposer par trois buts à zéro.
Auteur d'une première partie de saison convaincante avec 9 buts marqués en 16 matchs avec le Hobro IK, Brajanac est repéré par plusieurs clubs comme le Kalmar FF en vu d'un transfert durant le mercato d'hiver.
Le 1er février 2024, lors du mercato hivernal, Muamer Brajanac rejoint  le Randers FC. Il signe un contrat courant jusqu'en juin 2027.
Le 17 juin 2024, le Vålerenga Fotball annonce l'arrivée de Muamer Brajanac. L'attaquant signe un contrat courant jusqu'en décembre 2027 avec le club norvégien.
Muamer Brajanac fait son retour au Danemark le 15 août 2025 en signant en faveur du Esbjerg fB pour un contrat de quatre ans, soit jusqu'en juin 2029.

### En sélection
Muamer Brajanac représente l'équipe du Danemark des moins de 18 ans de 2018 à 2019. Il joue cinq matchs et marque un but avec cette sélection.